# La Tribu Agua
Las Tribus Agua son el conjunto de las tres comunidades esparcidas en el mundo del universo ficticio de la serie animada Avatar: la leyenda de Aang.
Las tres tribus son: La Tribu Agua del Sur, en donde viven Katara y Sokka, amigos del protagonista de la historia; la Tribu Agua del Norte, donde Aang y Katara inician su aprendizaje como maestros; y la Tribu del Pantano, ubicada en un mítico pantano de la Nación de la Tierra. 
Las Tribus Agua son el hogar de un grupo de hombres y mujeres que practican Agua control, el místico arte de la Hidroquinesis tomada en parte de los movimientos de las tácticas de pelea china del taichí chuan. 
Los Maestros Agua pueden adaptarse a diferentes situaciones fácilmente, ya que ellos manipulan el agua, el "elemento del cambio". Las Tribus Agua son mucho menos poderosas que el Reino Tierra o la Nación del Fuego económicamente hablando. Su economía es muy pequeña y depende de los recursos del océano, que se puede atribuir a la población relativamente pequeña de las Tribus del Agua, siendo la tercera nación más poblada de las cuatro.
Terriblemente atacada por la Nación del Fuego, los maestros agua de la tribu del sur se vieron reducidos casi totalmente, siendo Katara, la única capaz de practicar el agua control. Cuando se habla de la tribu del norte el panorama es diferente: la cantidad de maestros agua es mucho mayor pero, por decreto, las mujeres no pueden practicar la técnica del agua. En cuanto a la Tribu del Pantano, se sabe poco pero lo cierto es que el aislamiento es grande pues no conocían la existencia de sus tribus hermanas.
Los practicantes de la técnica de agua control deben sus capacidades a los espíritus que pasaron a la mortalidad en el inicio de los tiempos según la serie de la luna y el océano. La consecuencia de la muerte de alguno de los dos llevaría a la pérdida del control de los maestros agua.

## Tribu Agua del Norte
La Tribu Agua del Norte ha resistido durante cien años la guerra, debido a las defensas que el terreno helado provee. Rodeada por grandes y resistentes paredes de hielo, una gran puerta y una canal de hielo que solo pueden pasarse usando Agua Control. Se sitúa una gran ciudad hecha de hielo y nieve. Gobernada por el Jefe Arnook, la ciudad tiene un palacio, un ejército, y muchos guerreros entrenados, Curanderas, Maestros Agua, y un oasis oculto donde habitan Tui y La, los espíritus de la Luna y el Océano. Flanqueada por pasos hechos de hielo, las calles de la ciudad son canales, los que la gente cruza en góndolas. 
La fauna más distinguible consiste en focas, que tienen caparazón y patas de tortuga, y la gente posee renos-yak para montar. Luego que la Nación del Fuego atacó la Tribu Agua del Sur, Maestros Agua y Curanderas selectos de la Tribu Norte viajaron al Polo Sur, en un esfuerzo por reconstruir su Tribu Hermana.

### Apariencia de la Población
Los miembros de La Tribu Agua del Norte tienen cabello café, ojos azules y piel bronceada. La ropa de la Tribu Agua del Norte consiste en un tipo de chaqueta pesada con capucha, recubierto a menudo de piel natural azul oscuro y pantalones con pelaje blanco en la parte inferior, además de usar guantes. Los hombres usan el pelo corto con una cola de lobo de guerrero, mientras que las mujeres utilizan una trenza que puede tener distintos diseños.

### Emblema Nacional
El emblema nacional de la Tribu Agua del Norte es un círculo compuesto por una luna menguante creciente y tres líneas horizontales onduladas que representan el agua del océano. El emblema representa la relación entre Tui y La, la Luna y el Océano, que coexisten en perfecta armonía unos con otros. Es común en la arquitectura de la Tribu Agua del Norte. 

### Gobierno
La Tribu Agua del Norte es una Jefatura-Monarquía Tribal Patriarcal Confederada, el Jefe es el Dirigente de Estado, la división del trabajo depende de género: los hombres sirven como cazadores, pescadores y guerreros, y las mujeres sirven como amas de casa. En la Tribu Agua del Norte no se le permite a una mujer aprender a usar con Agua Control sin fines curativos.
Hay un pequeño consejo que asesora al Jefe de la Tribu, incluyendo al más grande maestro del Agua Control de la Tribu: Pakku. La política también puede ser personal. Por ejemplo, casarse con la hija del Jefe, la Princesa Tribal, puede ser un paso importante en su carrera política.

### Religión
La Tribu Agua del Norte tiene como dioses principales a la Luna y el Océano. La leyenda dice que la Luna fue la primera Maestra Agua. Los antiguos Maestros vieron cómo movía las mareas y aprendieron de ella. Es un hecho además, que los Maestros Agua tienen una relación especial con la Luna, ya que obtienen su poder de esta. Esta es la razón por la que sus poderes son más fuertes en la noche, en especial si hay Luna llena. La Tribu Agua del Norte demuestra mayor devoción por los espíritus, y de las Cuatro Naciones son la única que los representa en su emblema nacional. Este se puede encontrar en gran parte de los edificios de la Tribu Agua del Norte. La Tribu del Norte parece tener conocimientos profundos de la existencia de estos espíritus. La Luna y el Océano dejaron El Mundo de los Espíritus y su inmortalidad: por el mundo físico y una forma mortal. Sus verdaderos nombres son: Tui y La. En realidad son los dos peces Koi, que habitan en el estanque sagrado, detrás del Templo del Jefe, en el Polo Norte. En toda la serie no se conoce un templo perteneciente a la Tribu Agua, aparte del que tiene una breve aparición en "El Templo del Aire del Sur".

### Cultura
La Tribu Agua del Norte demuestra un gran sentido de comunidad. Son en realidad una Tribu que busca apoyarse uno con los otros, para prosperar. Al estudiar la cultura del Norte, podemos encontrar que son una sociedad muy limpia y organizada, reflejándose en la calidad de la ciudad. Además se puede observar la falta de crimen en la ciudad. Aun así, demuestran cierta actitud machista, ya que a las mujeres no se les enseña Agua Control para pelear sino para curar. Los matrimonios son arreglados cuando los miembros de la tribu cumplen 16 años, y la novia no puede opinar. Las mujeres comprometidas usan collares de un color azul oscuro con pendientes hechos de piedra tallada por el futuro esposo. Las Maestras Agua son casi marginadas, prohibiéndoseles el uso de Agua control para fines de guerra. En vez de eso, son entrenadas como curanderas, capaces de usar su poder para curar heridas. Antiguamente, existía una festividad celebrada en Luna Nueva, donde ambas Tribus se unían como una sola. Después, con los años y la Guerra; este lazo se rompió, y las Tribus dejaron de estar comunicadas.

### Diseño y descripción
A diferencia de los extintos Nómadas del Aire, la Tribu Hermana del Sur y, brevemente, el Reino Tierra; la Tribu Agua del Norte ha sobrevivido a un siglo de guerra con la Nación del Fuego, debido a las defensas de su terreno helado; ubicado al borde del Mar del Norte, detrás de altos muros de hielo y una puerta de hielo y un bloqueo donde solo se puede pasar con el uso de Agua control, se encuentra esta Nación Jefatura-Monarquía Tribal Confederada. Gobernada por Jefe Arnook, la gran ciudad cuenta con un Palacio, un Ejército, y muchos guerreros expertos, Curanderos, Maestros Agua, y un oasis oculto que alberga Tui y La, la los Espíritus de la Luna y el Océano. Flanqueado por las aceras heladas, las carreteras de la ciudad son los canales, que la gente viaja en góndola.
Situada en el Polo Norte, la Tribu Agua del Norte es una ciudad enorme, de varios pisos construidos en el paisaje helado. Está situada sobre acantilados de hielo gigantes. Detrás de ella es una tundra helada enorme, donde muy pocos se aventuran a ir.

### Lugares

#### El Templo del Jefe
Es una gran estructura de siete pisos de alto, hecho enteramente de hielo. Es el centro de la política en la Tribu Agua del Norte. Dentro de ella se encuentra un Salón del Trono, que consiste en dos plataformas de hielo en donde se sienta el Jefe y sus oficiales de alto mando. A su espalda se sienta el Consejo de La Tribu, poco se sabe de estos. Detrás de las plataformas se encuentra una cascada que fluye constantemente. El salón está adornado con Tótems, y diversas figuras de animales característicos del lugar: ballenas, lobos y osos polares. En los demás pisos del edificio se encuentran la morada del Jefe y su familia. Demás información de su uso o interiores es desconocida. 

#### El Estanque de los Espíritus.
Detrás del Templo se encuentra un islote, en el cual se halla un oasis con forma parecida a la luna. En este se encuentran los espíritus de la Luna y el Océano. Ambos nadan constantemente dentro del estanque. Se cree que su energía espiritual, hace que en el oasis exista un clima cálido, y que crezcan plantas, pasto y diversas flores. Se cree que el agua del estanque posee propiedades especiales. Se cree que se refiere a propiedades curativas. No se tiene claro cuáles son esas propiedades. Como se ve en el último capítulo del libro 2, Katara hace uso del agua para salvarle la vida a Aang después de ser lastimado mortalmente por un rayo de Azula.

#### Las Cabañas de Curación.
Las Cabañas de Curación son pequeñas estructuras como salones de clase. En estos, Yugoda enseña, las mujeres jóvenes estudiantes cómo usar sus habilidades curativas correctamente, con maniquíes humanos con el chi tallado en ellos.

#### Arsenal
Ubicado en las instalaciones de entrenamiento guerrero, la armería de la Tribu Agua del Norte es donde las armas se almacenan y se mantienen en perfectas condiciones. El arsenal también es una sala de planificación de la guerra, donde se dan órdenes a los guerreros. Algunos uniformes Nación del Fuego también se mantienen allí, capturado unos ochenta y cinco años antes, posiblemente durante una expedición anterior en contra de la Tribu Agua del Norte.

#### Cavernas de Hielo
Estas cavernas de hielo de interconexión se encuentran por debajo de la ciudad y fueron creadas naturalmente por el agua del océano erosionando el hielo. Hay animales que viven en estas cavernas de hielo y la única manera de llegar a ellos es nadar por debajo de la congelación del agua.

#### Tundra Helada
Este tramo masivo de tundra ártica cubre la mayor parte del Polo Norte. El traicionero terreno hace imposible para cualquier persona a vivir allí. Solo altamente calificados cazadores viajan sobre el terreno, para la caza de los animales que viven allí, y nunca permanecen más de unos días. Tormentas torrenciales de nieve constantemente franquean la tundra, y las hojas de hielo inestables a menudo se rompen el lagos helados a la más mínima presión. Incluso Maestros Agua con experiencia y guerreros lo piensan dos veces antes de aventurarse en este entorno peligroso. La Nación del Fuego intentó muchas veces atacar a la Tribu Agua del Norte, pero debido a la dureza del terreno no se lo permitió.

### Recursos Naturales y Alimentos
La Tribu Agua del Norte por sí depende de los océanos para la mayoría de sus recursos naturales y de la tundra helada. Las ciruelas de mar son uno de los alimentos favoritos, mientras que los cangrejos gigantes son considerados un manjar delicioso para los de la tribu. Calamares y algas se pueden utilizar para hacer una gran variedad de platos, incluyendo sopas, condimentos, e incluso el pan y las galletas.
Las pieles de los osos polares y otros animales peludos son utilizadas como prendas de vestir y para cubrir las superficies estériles. Naturalmente, los cazadores y pescadores de la Tribu Agua del Norte son algunos de los mejores del mundo en su campo.
El recursos naturales más importante de la Tribu Agua del Norte es el hielo. El hielo se utiliza como principal material de construcción utilizado para hacer los edificios, muros, diques, esclusas y otras estructuras, así como un medio de flexión.

### Fuerza Militar

#### Ejército
Todos los hombres adultos de la Tribu Agua del Norte son guerreros bien entrenados. Sus armas son variadas, hechas de huesos duros y resistentes, y lanzas, bumeranes de metal y afilados machetes con un diente de ballena en la hoja, todos ellos conforman un poderoso y organizado ejército, utilizan una armadura de color azul oscuro; todos los guerreros de la Tribu Agua del Norte son poderosos Maestros Agua. Los guerreros de la Tribu Agua del Norte protegen bien la ciudad. También protege la ciudad un enorme, resistente y alto muro hecho de compacto hielo sólido con el Emblema Nacional en el centro. 

#### Marina
Los buques de la Tribu Agua del Norte cuentan con numerosos veleros grandes de alta calidad, que contiene madera resistente y utilizan el viento para la propulsión. Los barcos son operados por al menos dos personas, una para mantener la vela principal y uno para controlar el brazo, una pequeña vela en la parte trasera. Están bien diseñados para la batalla siendo ágiles y resistentes. La Tribu Agua del Norte también utiliza Agua Control para propulsar sus sofisticados barcos de guerra. Los barcos pueden ser utilizados para una variedad de aplicaciones, incluyendo el transporte de civiles a través de los canales dentro de la ciudad, su principal objetivo es ser utilizado para cortas y largas distancias (Viajes de ultramar) pues son capaces de soportar las duras condiciones del océano. Los guerreros utilizan este buque para patrullar y proteger las aguas justo en las afueras de la Tribu Agua del Norte.

### Historia
Hace tiempo toda la gente Maestros Agua construyó la enorme ciudad como una forma de unir a todas las diversas Tribus del Norte en un solo lugar. Los Maestros Agua utilizan el hielo y el agua para crear los diferentes templos, aldeas, y los canales que componen la ciudad. Importante para el transporte de la ciudad y la defensa son los canales. Los canales son una serie de canales interconectados esa espiral a través de la ciudad. Barcos, impulsado por Maestros Agua, utilizan estas vías para el transporte de personas y cosas. Para llegar a la ciudad desde el mar, los barcos entran una serie de cámaras de cierre de agua. Una vez dentro, Maestros Agua elevar los niveles de agua, levantando los barcos hasta que el buque finalmente llega a las vías navegables de la Tribu Agua del Norte. Esta entrada especial asegura que no hay barcos no deseados puede llegar a la ciudad. Debido a estas características especiales de seguridad y la ubicación de la ciudad, la Tribu Agua del Norte ha sido capaz de defenderse de numerosos ataques de la Nación del Fuego.
Antes de la guerra, la Tribu Agua del Norte era una enorme ciudad con puerto abierto que era accesible a cualquier visitante. Sin embargo, cuando la Nación del Fuego declaró la guerra a las Tribus Agua, una gruesa pared de hielo se erigió en la desembocadura de la ciudad como un medio para mantener lejos a la Nación del Fuego de la Tribu Agua del Norte. Desde que comenzó la guerra, la Tribu Agua del Norte se ha convertido cada vez más aislada, cortando la mayor parte de su contacto con el mundo exterior y, finalmente, perder el contacto con la Tribu Agua del Sur.
Mientras que la Tribu Agua del Norte no cayó bajo el ataque de la Nación del Fuego, los ataques no tuvieron éxito como lo hicieron en contra de la Tribu Agua del Sur. Después de un tiempo, los ataques cesaron por completo. La última vez que los guerreros del Norte recuperó Fuego uniformes Nación fue hace 85 años, y el Jefe Arnook que se refiere a un ataque inminente como el día temido durante mucho tiempo.
En el Asedio del Norte, la Tribu Agua del Norte fue casi destruida cuando el Almirante Zhao encabezó una naval de asalto masivo en la enorme ciudad en un intento de aplastar a las Tribu Agua y matar a Tui el Espíritu de la Luna, en un intento de erradicar el Agua Control. La Tribu se salvó cuando Avatar Aang, se fusionó con El Espíritu del Océano, destruyó la flota de la Armada de Fuego y cuando la Princesa Yue entregó su vida para revivir Tui, convirtiéndose así en la sucesora de Tui.
A raíz del Asedio de la Nación del Fuego del Polo Norte, Maestros Agua y curanderas seleccionados de la Tribu del Norte para el Polo Sur en un esfuerzo por reconstruir su devastada Tribu Hermana.

## Tribu Agua del Sur
La Tribu Agua es originaria del Norte, pero después que un grupo pequeño abandonara sus raíces, y se estableciera en el Sur, se dio la creación de una nueva ciudad, conocida como la Tribu Agua del Sur.
La Tribu Agua del Sur siempre fue una más pequeña que su homólogo del norte, y por culpa de los ataques de la Nación del Fuego fue decayendo aún más llegando casi al punto de extinción. La población restante está propensa a ataques de la Nación del Fuego, ya que los pocos guerreros que quedaban decidieron dos años atrás ayudar al Gran Reino Tierra en la guerra contra la Nación del Fuego, la cual ha durado ya cien años. La población consiste esencialmente de mujeres mayores y de mediana edad, y de niños bastante jóvenes. Recientemente, un grupo de Curanderos y guerreros Maestros Agua de la Tribu Agua del Norte viajaron hacia el Sur para tratar de reconstruir la decadente Tribu Agua del Sur y reconstruir los lazos entre ambas tribus.

### Apariencia de la Población
Los miembros de La Tribu Agua del Sur tienen cabello café, ojos azules y cafés y piel bronceada. La ropa de la Tribu Agua Sur es básicamente igual a la del norte, consistiendo típicamente de un anorak azul y cafés y pantalones con pelaje blanco en la parte inferior, además de usar guantes o más bien mitones. Los hombres usan el pelo corto con una cola de caballo, mientras que las mujeres utilizan una trenza que puede tener distintos diseños, algunas veces rebordeadas, y algunas hacen espirales con su pelo, en diferentes estilos. En la Tribu Agua del Sur, la gente parece usar ropa azul claro.

### Emblema Nacional
El emblema nacional de la Tribu Agua del Sur es un círculo compuesto por una luna creciente y tres líneas horizontales onduladas que representan el agua del océano. El emblema representa la relación entre Tui y La, la Luna y el Océano, que coexisten en perfecta armonía unos con otros, como el del Yin y el Yang. Se muestra en el banderín de la torre de vigilancia. 

### Gobierno
No está claro quién lleva la Tribu Agua del Sur, aunque algunas evidencias sugieren que Hakoda sirve como jefe. Lleva trenzas similares a los usados por Arnook de la Tribu Agua del Norte.
El sur de la Tribu Agua es más pequeña y menos estratificada sociedad que su tribu hermana del norte. Se desconoce si la jefatura se transmite de líneas familiares como en la facción del norte, o por otro método, es incluso posible que la jefatura es no una posición oficial en la tribu del sur, la gente simplemente puede aplazar hasta Hakoda debido a su carisma y su reputación por ser astuto y sabio.

### Religión
La Tribu Agua del Sur tienen como dioses principales a la Luna y el Océano. La leyenda dice que la Luna fue la primera Maestra Agua. Los antiguos Maestros vieron cómo movía las mareas y aprendieron de ella. Es un hecho además, que los Maestros Agua tienen una relación especial con la Luna, ya que obtienen su poder de esta. Esta es la razón por la que sus poderes son más fuertes en la noche, en especial si hay Luna llena. La Tribu Agua demuestra mayor devoción por los espíritus, y de las Cuatro Naciones son la única que los representa en su emblema nacional, en la Luna y el Océano. Este se puede encontrar en ciertas tiendas de la Tribu Agua del Sur. La Tribu Agua del Sur parece tener un concepto vago de los espíritus. En toda la serie no se conoce un templo perteneciente a la Tribu Agua, aparte del que tiene una breve aparición en "El Templo del Aire del Sur".

### Cultura
La Tribu Agua del Sur demuestra algo de sentido de comunidad. Son en realidad una Tribu que busca apoyarse un poco uno con los otros, para medio subsistir. Al estudiar la cultura del Sur, podemos encontrar una escasa actitud machista, ya que a las mujeres se les enseña Agua Control para pelear y no para curar. Los casamientos no son arreglados. Las Maestras Agua son no son marginadas, aceptándosele el uso de Agua control para fines de guerra. Antiguamente, existía una festividad celebrada en Luna Nueva, donde ambas Tribus se unían como una sola. Después, con los años este lazo se rompió, y las tribus dejaron de estar comunicadas.

#### Juegos
El deslizamiento sobre pingüinos es un juego muy común entre los niños de la Tribu, consistiendo simplemente en capturar un pingüino-foca y montar en su espalda, como si fuera un trineo.

#### Costumbres
La Tribu tiene un rito de iniciación único que consiste en esquivar témpanos de hielo en el mar. Cuando un joven de la tribu cumple 14 años, es llevado en un bote con su padre, y retado a pasar los témpanos en las corrientes fuertes del mar. Si el joven lo logra, recibe una marca en su frente que simboliza su virtud, y es declarado miembro oficial de la Tribu.

### Lugares.

#### La villa
El pueblo, situado sobre una costa norte, está rodeado por un muro bajo, la nieve o menos circular, interrumpida por una torre de vigilancia de la nieve al norte, y una entrada no cerrada hacia el sur. Dentro de ocho tiendas de campaña residencial, semi dispuestas circularmente alrededor de una fogata comunal. Un abrazo iglú de la pared este, mientras que un puñado de pequeños clúster que están en la pared norte. En el exterior, a la derecha de la entrada, es un iglú pequeña estructura que sirve de letrina pueblo. El resto de la población se sitúa en menos de dos docenas, con diez mujeres mayores de esa edad, los niños de diez jóvenes, y un oso domesticado.
El pueblo fue hace noventa años mucho más grande, y consistió en decenas de tiendas de campaña y los iglús de hielo rodeado por una pared muy grande. Un iglú central estaba en el centro del pueblo, que era circular en el diseño. Sin embargo, el pueblo ha disminuido de tamaño debido a los ataques constantes y la salida de la tribu de guerreros del agua hace dos años.

#### El Muelle del Naufragio
Al este de la Villa yace un barco de la Nación del Fuego abandonado, encallado por los Maestros Agua, durante los primeros ataques de la Nación del Fuego, roto y sobre un montón de hielo. Aunque el barco es una reliquia de los primeros ataques de la Nación del Fuego, las trampas que contiene aún están en funcionamiento. 

### Fuerza Militar

#### Ejército
Es bastante más pequeño que el de la tribu del norte, todos los hombres adultos de la Tribu son guerreros bien entrenados. Sus armas son similares, sino iguales, a las de la tribu agua del norte, lo mismo ocurre con sus armaduras y protecciones. Los guerreros de la Tribu Agua del Sur usan comúnmente pintura blanca y negra en el rostro antes de batallar, similar a la máscara de una calavera. Los guerreros usan collares de dientes y escamas. Dos años antes que la serie comience, todos los guerreros de la Tribu Agua del Sur dejaron su hogar para unirse al Reino Tierra en la guerra, dejando la villa aún más indefensa de lo que era. No hay maestros agua entre ellos.

#### Marina
Los buques de la Tribu Agua del Sur son similares a los de la tribu del norte, aunque mucho menos numerosos. Ya que todos los guerreros se fueron ya no hay marina que cuide la ciudad.

## Tribu Agua del Pantano
La Tribu Agua del Pantano es una Tribu de Maestros Agua que viven en un místico pantano en el Reino Tierra. El pantano en realidad consiste, en gran parte, por un solo árbol gigante, de al menos 40 metros de alto, cuyas raíces se han esparcido a lo largo de un vasto territorio. Aunque los Maestros Agua de la Tribu Agua del Pantano comparten la habilidad del Agua Control, ellos desconocen completamente la existencia de sus compañeros de los polos y viceversa hasta que Katara, Sokka y Aang se toparon con la Tribu. Aunque no son tecnológicamente sofisticados, tienen grandes poderes de Agua Control. Pueden usar sus poderes para llevar sus botes a gran velocidad por los ríos y riachuelos del pantano. Ellos también han aprendido a controlar las plantas del pantano, controlando el agua dentro de ellas. Su dieta consiste de insectos gigantes, y tienen como mascota un cocodrilo-pez gato. Los habitantes del pantano también aprendieron que existe una conexión entre todos los seres vivos. Ellos usan ropas verdes en vez de azules, y podría decirse que es porque el agua del pantano es verde.
Los ancestros de la Tribu del Pantano son procedentes de la Tribu del Sur. Miles de años atrás, un grupo migró desde el Sur hasta el pantano. Sintiéndose cómodos con la cantidad de agua que había, decidieron quedarse. Lamentablemente, esta información fue olvidada por ambas tribus, resultando en que ninguna de las dos tribus supiera de la existencia de la otra.

### Apariencia de la población
Los hombres visten un taparabo verde y un gorro de hoja gigante las mujeres son diferentes y usan vestidos.

### Emblema nacional
Se desconoce en realidad si la tribu tiene algún emblema o escudo. Debido a que como esta tribu se formó por aldeanos de la tribu sur que migraron hace miles de años, no poseen la misma cultura de las demás tribus y de igual forma, aunque conocen de la existencia de espíritus, no saben nada sobre Tui y La.

### Diseño de la aldea
Debido a que la tribu se ubica en un pántano , alejado de la sociedad, que se ubica en el Reino Tierra, esta tribu no se parece en nada a sus tribus hermanas.
Se forma básicamente por una aldea conformada por pequeñas chozas, con una fogata al centro de la aldea y uno de los muchos ríos del pántano al sur.

## Agua Control
La Tribu Agua aprendió esta técnica de la propia luna, ya que esta (ella, de forma humanizada) controlaba la marea, tirando y empujando, en lo que corresponde a la subida y la bajada de las mareas. 
El término 'Agua Control' es escrito en chino tradicional como 截水神功, cuya mejor traducción es "La habilidad divina de detener el agua". La fuerza del Agua Control son sus habilidades defensivas. A diferencia de otros tipos de control de los elementos, las maniobras defensivas del Agua Control se enfocan en controlar la fuerza del oponente contra él mismo, en vez de dañarlo directamente. El Agua es el elemento del cambio. El Agua Control provee una versatilidad de experiencia, pues puede crearse desde pequeños látigos de agua, hasta grandes tsunamis. 
El Agua Control parece tener cierto tipo de Termoquinesis, pues los Maestros Agua tienen la habilidad de congelar, descongelar, condensar y evaporar el agua, de acuerdo con la forma que ellos deseen. Pueden cambiar el estado de agregación del agua, pueden crear distintas armas en los tres distintos estados; pueden crear desde una densa neblina, látigos de agua, e incluso pueden encerrar a otra persona en una esfera de hielo. 
Es una forma de Agua Control en las que se controla el agua en otro estado físico como el sólido, manipulando de esta forma el hielo y usándolo para combatir. Otra forma de agua control que manipula el agua en el estado gaseoso, controlando el vapor. Esta técnica no es ofensiva pero se usa principalmente para ocultarse entre la neblina o entre las nubes y no ser detectado o huir repentinamente en batallas. 
Los Maestros Agua pueden manipular las plantas controlando el agua en su interior. Esta técnica permite el control de las plantas por medio del agua que existe en su interior. Los Maestros Agua, en particular poseen la habilidad de curar heridas re-direccionando los pasos de energía a través del cuerpo, usando el agua como catalizador. Físicamente, esto restablece las propiedades de los cuerpos que están compuestos básicamente de este elemento, así como los seres humanos. Aunque la curación es poderosa, el Agua Control no puede curar todo tipo de males como las complicaciones asociadas con el nacimiento. Ya que el lodo es una combinación de agua y de tierra, Lo pueden controlar los Maestros Tierra y Agua. La Sangre Control permite el control sobre un ser vivo como si fuera una marioneta (manipulando la sangre y los fluidos corporales), pueden ser desde pequeñas criaturas hasta humanos; posee la única desventaja de que, para la mayoría de los maestros agua, sólo es posible realizarla cuando hay luna llena, si la luna es bloqueada por algo, el control se puede perder. La Sangre Control es considerada como la más oscura, peligrosa y temida de todas las artes de control.